# Малиновка (Пермский край)
Малиновка — деревня в Большесосновском районе Пермского края. Входит в состав Петропавловского сельского поселения.

## Географическое положение
Расположена примерно в 2,4 км к востоку от границы с Удмуртской республикой.

## Население
| 2010 |
| ---- |
| 15   |

## Топографические карты
- Лист карты O-40-85 Петропавловск. Масштаб: 1 : 100 000. Состояние местности на 1983 год. Издание 1984 г.